# Portret van de dochters van Ramón Subercaseaux
Portret van de dochters van Ramón Subercaseaux (Zweeds: Porträtt av döttrarna till Ramón Subercaseaux) is een schilderij van de Zweedse kunstschilder Anders Zorn, gemaakt in 1892, 81,3 × 65 centimeter groot. Het schilderij bevindt zich momenteel in privé bezit. In 2015 werd het geveild bij Sotheby's, maar werd niet verkocht omdat er geen inzet was op de minimumvraagprijs van 1 miljoen dollar. Tot 1988 bevond het zich in de collectie van de familie Subercaseaux.

## Context
Zorn verbleef tussen 1888 en 1896 voornamelijk in Parijs, samen met zijn vrouw Emma met wie hij in 1885 in het huwelijk was getreden. Hij had een atelier in Montmartre en liet zich graag omringen door intellectuelen en kunstenaars. Collega schilders zoals John Singer Sargent, Giovanni Boldini en James McNeill Whistler behoorden tot zijn vriendenkring. In hun navolging maakte hij naam als societyportrettist.
In 1892 kreeg Zorn opdracht van de Chileense diplomaat en kunstschilder Ramón Subercaseaux om diens dochters Bianca en Rosaria te schilderen. Hij werd geïntroduceerd door Boldini, die op zijn beurt weer door Sargent bij de Chileen als familieportrettist was aanbevolen. Sargent zelf was een goede vriend van Suberceaux en schilderde in 1880 diens vrouw Amalia in hun appartement bij het Bois de Boulogne.

## Afbeelding
Portret van de dochters van Ramón Subercaseaux is geschilderd in olieverf op doek, maar in een levendige aquarelachtige trant, passend in een reeks vergelijkbare portretten die Zorn maakte in zijn Parijse periode. Ze kenmerken zich door een vloeiende, schijnbaar moeiteloze stijl, waarin hij zijn natuurlijk instinct voor compositie en kleurgebruik optimaal etaleert. Andere voorbeelden zijn Les demoiselles Schwartz (1889) en Reveil, Boulevard de Clichy (1892).
Geheel anders dan Boldini, die Subercaseauxs kinderen op een vrij klassieke wijze liet poseren, stelt Zorn zich op als een soort heimelijke toeschouwer, die de twee meisjes met grote psychologische belangstelling stilletjes observeert in hun spel. De kinderen lijken zijn aanwezigheid nauwelijks bewust en voelen zich schijnbaar geenszins gestoord door diens aanwezigheid. Zorns voyeuristische insteek wordt nog versterkt door het ongewone lage perspectief dat hij kiest, het vloervlak enigszins kantelend, de indruk wekkend dat hij zich met hen op gelijke hoogte bevindt en deelgenoot is van hun spel. Deze ongewone, onconventionele compositorische benadering verleent het werk een opvallend modernistische aanblik. Ook de vlakverdeling is bijzonder. Door beide meisjes links in het schilderij te positioneren, met de blik gericht naar rechts, valt een deel van wat hun aandacht heeft buiten het doek. De kijker wordt uitgenodigd tot mijmeren over wat hen precies bezighoudt, alsof hij bij hun spel betrokken is. In combinatie met de nadruk op het grote oranje zonovergoten vloeroppervlak creëert het een bijna dromerig effect.
Zorn stond erom bekend voortdurend bestaande conventies te tarten. Daarbij had hij een gerichte aandacht voor de dynamische relatie die kan ontstaan tussen het onderwerp van zijn werk en de toeschouwer. In het hier besproken schilderij komt dat bij uitstek tot uitdrukking. Het heeft een universele kwaliteit die het losmaakt van tijd en plaats. De kunstenaar Axel Reinhold Lingholm beschreef de werkwijze van Zorn als: "Het is geen paradox als ik zeg dat Zorn erg snel schilderde en tegelijkertijd erg zorgvuldig. Elke penseelstreek was precies afgemeten alvorens hij werd geplaatst. Eerst maakte hij de noodzakelijke beweging in de lucht en pas dan op het doek, met stijl en overtuiging. Niettegenstaande de voortdurende bijstellingen, tengevolge van het bewegen van zijn modellen, schilderde hij nooit, niet het kleinste detail, zomaar lukraak".

## Galerij

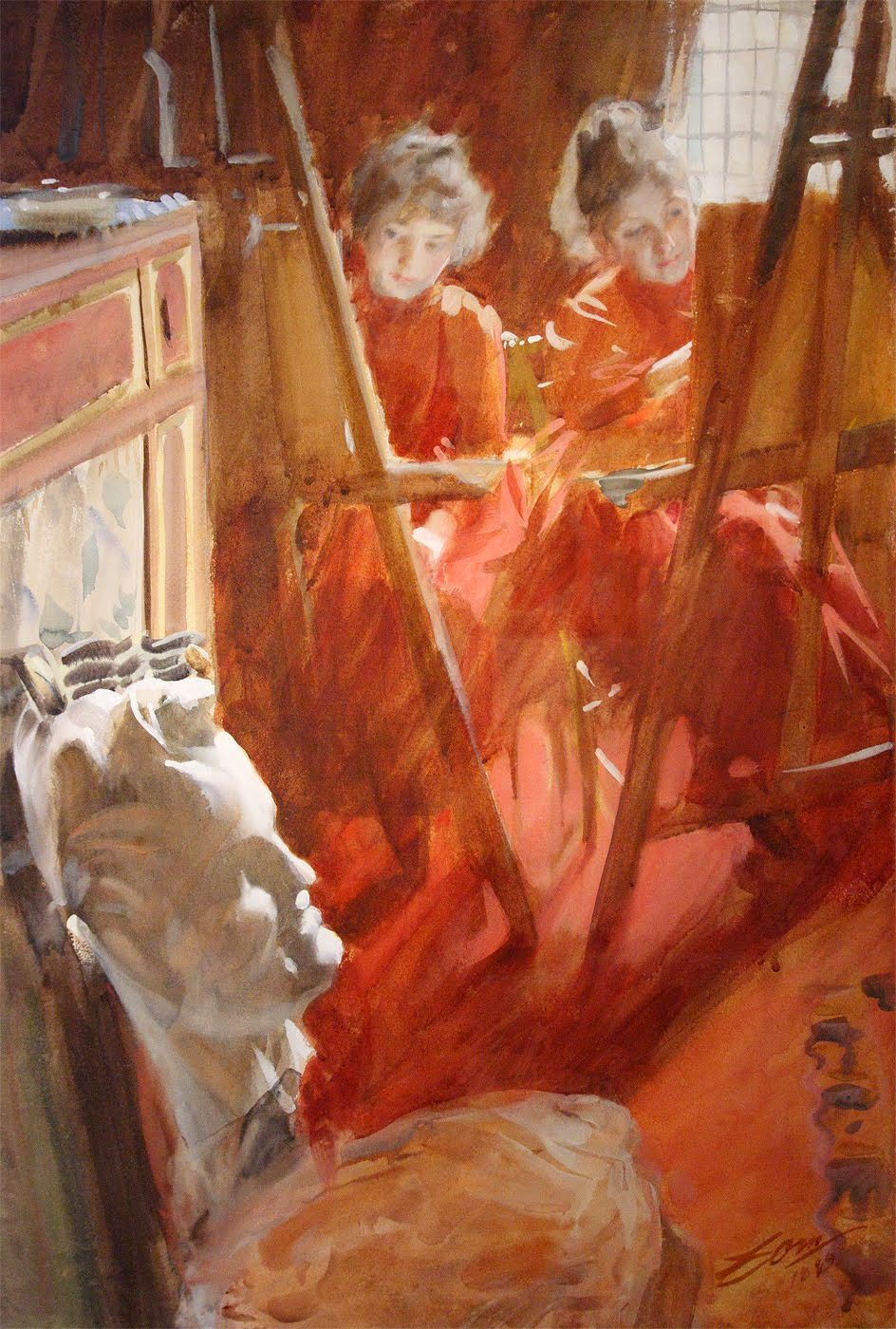
Les Demoiselles Schwartz , 1889
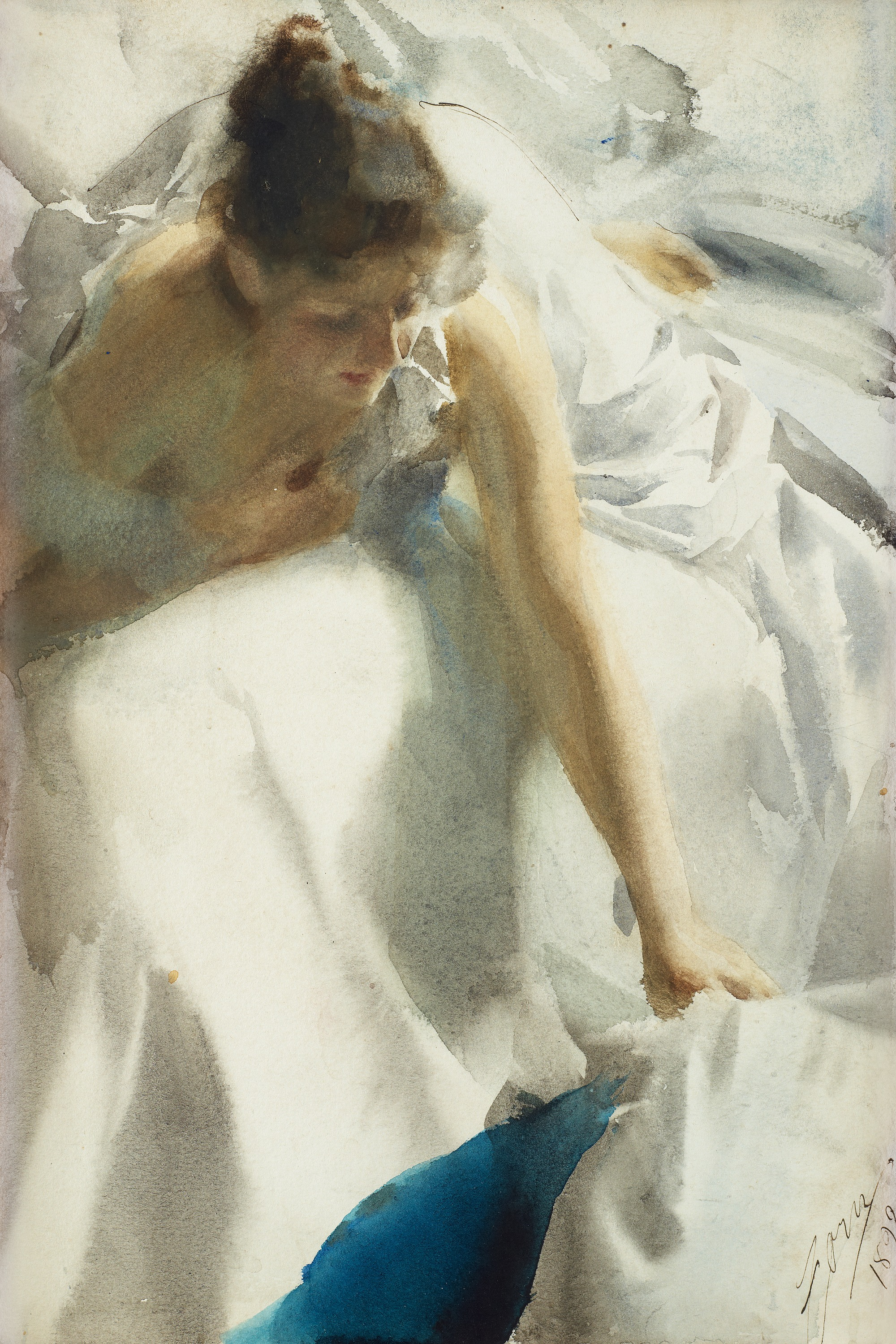
Reveil, Boulevard de Clichy, 1892
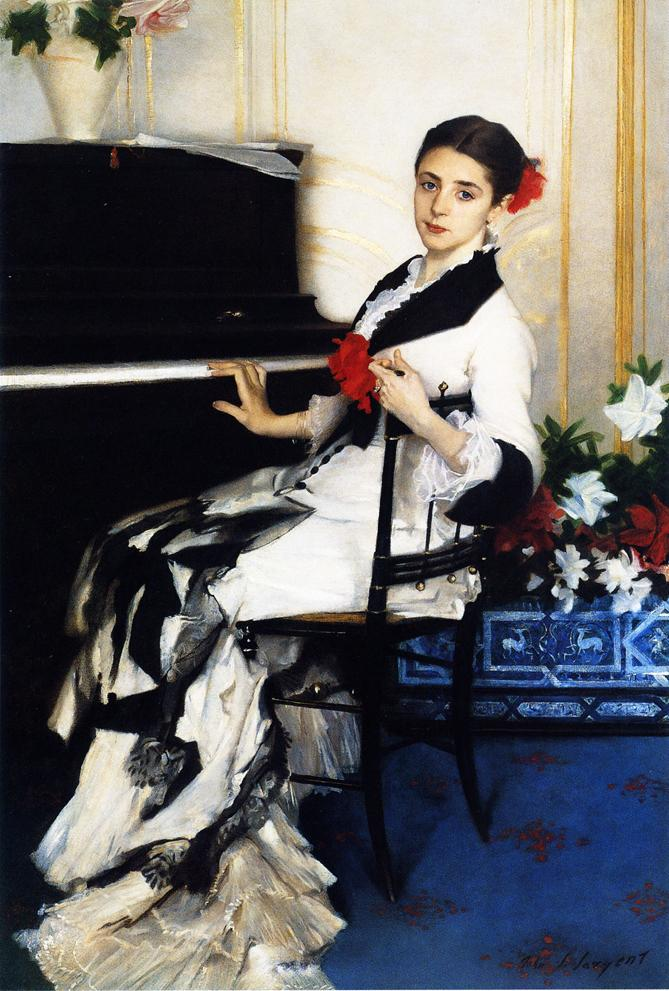
Sargents Madame Ramon Subercaseaux, 1880